# Pomasia
Pomasia is een geslacht van vlinders van de familie spanners (Geometridae), uit de onderfamilie Larentiinae.

## Soorten
- P. denticlathrata Warren, 1893
- P. euryopis Meyrick, 1897
- P. obliterata Walker, 1866
- P. parerga Prout, 1941
- P. psylaria Guenée, 1858
- P. pulchrilinea Walker, 1866
- P. punctaria Hampson, 1912
- P. reticulata Hampson, 1895
- P. sparsata Hampson, 1902
- P. vernacularia Guenée, 1858